# Грёзы (фильм)
«Грёзы» (1915) — художественный немой фильм режиссёра Евгения Бауэра. Фильм вышел на экраны 10 октября 1915 года. Другое название — «Обманутые мечты». Сохранился без надписей.

## Сюжет
На сюжет романа бельгийского писателя Жоржа Роденбаха «Мёртвый Брюгге».
Жена Сергея Николаевича Неделина Елена умирает. Он безутешен и благоговейно хранит память о ней. В его доме хранится как реликвия коса Елены. Однажды он встречает женщину по имени Тина, очень похожую на его покойную жену. Она оказывается балериной оперы, и Неделин влюбляется в неё. Ему кажется, что Елена вернулась к нему. Но это ощущение оказывается кратковременным. Неделину начинает казаться, что каждый жест и каждое слово вульгарной Тины оскорбляет память о его незабвенной Елене. Его друг Сольский говорит, что Тина недостойна его любви.  В конце концов нервы Неделина не выдерживают, и он душит Тину косой Елены.

## В ролях
| Актёр             | Роль                                                   |
| ----------------- | ------------------------------------------------------ |
| Александр Вырубов | Сергей Николаевич Неделин                              |
| Нина Чернобаева   | его жена Елена и вторая роль — Тина Виарская, артистка |
| Виктор Аренс      | художник Сольский                                      |

## Съёмочная группа
- Режиссёр: Евгений Бауэр
- Сценаристы: М. Басов и Валентин Туркин
- Оператор: Борис Завелев
- Продюсер: Александр Ханжонков

## Критика
Рецензент журнала «Проектор» написал, что «постановка вполне удовлетворительна, в первой части даже эффектна» и положительно оценил игру актёров Чернобаевой и Вырубова. 
Историк дореволюционного кино Вениамин Вишневский указал, что «фильм интересен оригинальной
драматургической разработкой сюжета и актёрской игрой».